# العلاقات الساموية الكازاخستانية
العلاقات الساموية الكازاخستانية هي العلاقات الثنائية التي تجمع بين ساموا وكازاخستان.

## مقارنة بين البلدين
هذه مقارنة عامة ومرجعية للدولتين:
| وجه المقارنة                                              | ساموا                        | كازاخستان                      |
| --------------------------------------------------------- | ---------------------------- | ------------------------------ |
| المساحة (كم2)                                             | 2.84 ألف                     | 2.72 مليون                     |
| عدد السكان (نسمة)                                         | 196.44 ألف                   | 17.95 مليون                    |
| الكثافة السكانية (ن./كم²)                                 | 69.17                        | 6.6                            |
| العاصمة                                                   | أبيا                         | نور سلطان                      |
| اللغة الرسمية                                             | لغة إنجليزية، اللغة الساموية | اللغة القازاقية، اللغة الروسية |
| العملة                                                    | تالا ساموي                   | تينغ كازاخستاني                |
| الناتج المحلي الإجمالي (بليون دولار)                      | 856.63 مليون                 | 159.41 مليار                   |
| الناتج المحلي الإجمالي (تعادل القوة الشرائية) بليون دولار | 1.15 مليار                   | 439.39 مليار                   |
| الناتج المحلي الإجمالي الاسمي للفرد دولار أمريكي          | 3.94 ألف                     | 10.51 ألف                      |
| الناتج المحلي الإجمالي للفرد دولار أمريكي                 | 5.79 ألف                     | 24.23 ألف                      |
| مؤشر التنمية البشرية                                      | 0.702                        | 0.788                          |
| رمز المكالمات الدولي                                      | +685                         | +7                             |
| رمز الإنترنت                                              | .ws                          | .kz، .қаз ‏                     |
| المنطقة الزمنية                                           | ت ع م+13:00                  | ت ع م+05:00، ت ع م+06:00       |

## منظمات دولية مشتركة
يشترك البلدان في عضوية مجموعة من المنظمات الدولية، منها:
| علم المنظمة | اسم المنظمة                               | تاريخ انضمام ساموا | تاريخ انضمام كازاخستان |
| ----------- | ----------------------------------------- | ------------------ | ---------------------- |
|             | الاتحاد البريدي العالمي                   | ?                  | ?                      |
|             | بنك التنمية الآسيوي                       | 1966               | 1994                   |
|             | يونسكو                                    | 3 أبريل 1981       | 22 مايو 1992           |
|             | البنك الدولي للإنشاء والتعمير             | 28 يونيو 1974      | 23 يوليو 1992          |
|             | وكالة ضمان الاستثمار متعدد الأطراف        | 27 سبتمبر 2002     | 12 أغسطس 1993          |
|             | الاتحاد الدولي للاتصالات                  | 7 أكتوبر 1988      | 23 فبراير 1993         |
|             | منظمة الشرطة الجنائية الدولية             | ?                  | ?                      |
|             | مؤسسة التمويل الدولية                     | 28 يونيو 1974      | 30 سبتمبر 1993         |
|             | الأمم المتحدة                             | 15 ديسمبر 1976     | 2 مارس 1992            |
|             | مؤسسة التنمية الدولية                     | 28 يونيو 1974      | 23 يوليو 1992          |
|             | منظمة حظر الأسلحة الكيميائية              | ?                  | ?                      |
|             | المركز الدولي لتسوية المنازعات الاستشارية | 25 مايو 1978       | 21 أكتوبر 2000         |

## وصلات خارجية
- موقع وزارة الخارجية الكازاخستانية